# Ljuskultur
Ljuskultur är en facktidskrift om belysning utgiven av Belysningsbranschen sedan 1928. Det är också namnet på den organisation som ursprungligen startade publiceringen.

## Historia

### Bakgrund
Under första världskriget bildades en glödlampskartell bestående av svenska glödlampsfabriker och importföretag. Kartellens syfte var att hålla priserna på glödlampor höga. För att kunna kontrollera försäljningen gav man därför ut anvisningar till samtliga återförsäljare om vilka priser som skulle hållas. Försäljarna var också tvungna att begränsa sig till kartellens utbud av lampor.

### Svenska föreningen för ljuskultur
De höga priserna orsakade ett minskat intresse för glödlampor. Enligt Ivar Folcker som vid den tiden (1920-talet) var verksam på Osram låg belysningsbranschen efter på många områden. Folcker menade även att glödlampor och belysningsarmatur måste användas på rätt sätt men att kunskaper om hur belysning skulle hanteras saknades bland konsumenter. År 1926 samlades därför Ivar Folcker och 13 andra ledande personer inom den svenska belysningsbranschen för att bilda Svenska föreningen för ljuskultur (numera Belysningsbranschen). Föreningens syfte var att öka intresset för belysning, upplysa konsumenterna om belysningsteknik och förmedla belysningsbranschens verksamhet och idéer.
Svenska föreningen för ljuskultur bedrev en omfattande informationsverksamhet i form av kurser och föredrag, utställningar, ljuskampanjer med mera. Föreningen presenterade den nya belysningstekniken för första gången med en uppmärksammad principutställning år 1928 med mottot ”Ljuset i människans tjänst” på Liljevalchs konsthall i Stockholm. Som stöd i det arbetet ordnade föreningen en demonstrations- och föreläsningslokal belägen Kungsgatan 28, Stockholm, senare flyttad till Regeringsgatan 11.

### Tidskriften för ljuskultur
Tidskriften för ljuskultur blev föreningens huvudsakliga informationskanal för att sprida kunskap om belysningens utveckling. Det första numret av tidskriften gavs ut år 1928 i form av ett månadsblad. År 1934 får publikationen mer karaktären av en tidskrift med inslag av annonser. År 1952 övergick utgivningen i ett eget bolag.

### Andra organisationer
Bland övriga svenska organisationer som verkade för god belysning och ljushygien kan nämnas Föreningen för elektricitetens rationella användning (Fera) som bildades år 1928 och sedermera även Svenska och Sydsvenska belysningssällskapen. Fera var emellertid en organisation som verkade för en god utveckling av elektricitet i samhället ur ett bredare perspektiv. Det vill säga kraftförsörjning, distributionsmetoder, prissättning i fackhandeln och på elmarknaden, lampor, motorer, spisar, ugnar, verktyg med flera eldon. Svenska föreningen för ljuskultur var organisationsmedlem i Fera tillsammans med Svenska elverksföreningen, Sveriges elektroindustriförening, Elektriska engrossistföreningen, Sveriges elektriska entreprenörsförening och Elgrossisternas förening.